# 1892 في إسبانيا
فيما يلي قوائم الأحداث التي وقعت خلال عام 1892 في إسبانيا.

## سياسة

### تعيين في المنصب
- 25 يونيو – رايموندو فرنانديز فيلافيردي ministro de Gobernación  [لغات أخرى]‏.
- 1 ديسمبر – سيجسموندو موريت Minister of Development of Spain  [لغات أخرى]‏.
- 11 ديسمبر – أنطونيو مورا overseas minister  [لغات أخرى]‏.

### انتهاء فترة المنصب
- 30 نوفمبر – رايموندو فرنانديز فيلافيردي ministro de Gobernación  [لغات أخرى]‏.

## مواليد

### فبراير
- 3 فبراير – خوان نيغرين

### مايو
- 23 مايو – بيتشيتشي لاعب كرة قدم إسباني.

### يونيو
- 9 يونيو – أرماند لونيل

### ديسمبر
- 4 ديسمبر – فرانثيسكو فرانكو عسكري وديكتاتور إسباني.

## وفيات

### فبراير
- 22 فبراير – خوسيه بيلاردي (مواليد 1849) كاتب إسباني.

### يونيو
- 29 يونيو – أميديه موشيز (مواليد 1821)